# Tramlijn 24 (Amsterdam)
 Tramlijn 24 is een tramlijn in Amsterdam op de route Frederiksplein – Ferdinand Bolstraat – Stadionweg – VU medisch centrum - De Boelelaan/VU. 
De lijn is een tramverbinding van het GVB, tussen de rand van het centrum van Amsterdam, Amsterdam-Zuid en het noordwestelijke gedeelte van Buitenveldert. De begin- en eindpunten zijn het Frederiksplein en de Vrije Universiteit aan de De Boelelaan.

## Beknopte Geschiedenis

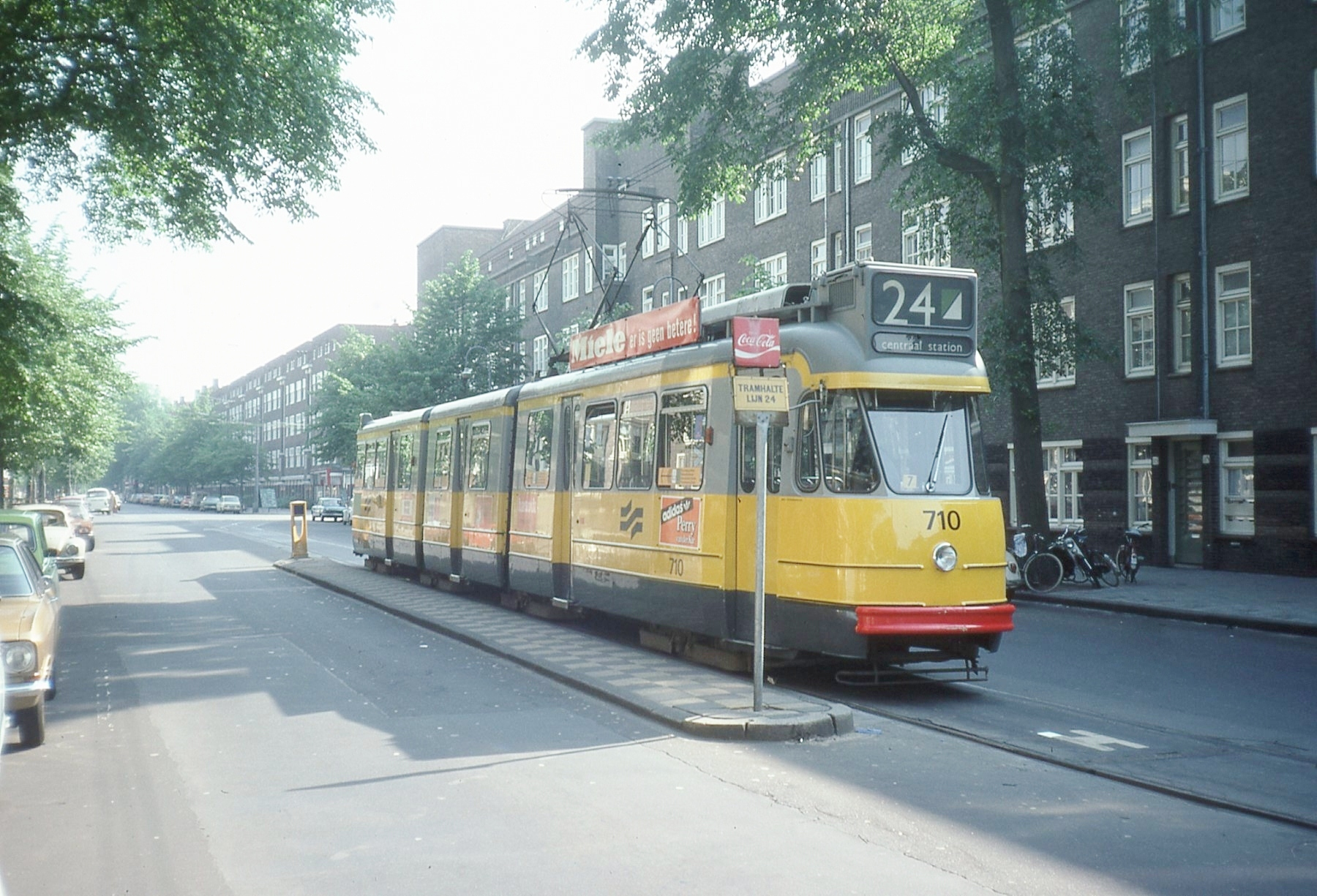
Tramlijn 24 met gelede wagen 710 (7G) op de Olympiaweg; 1976.

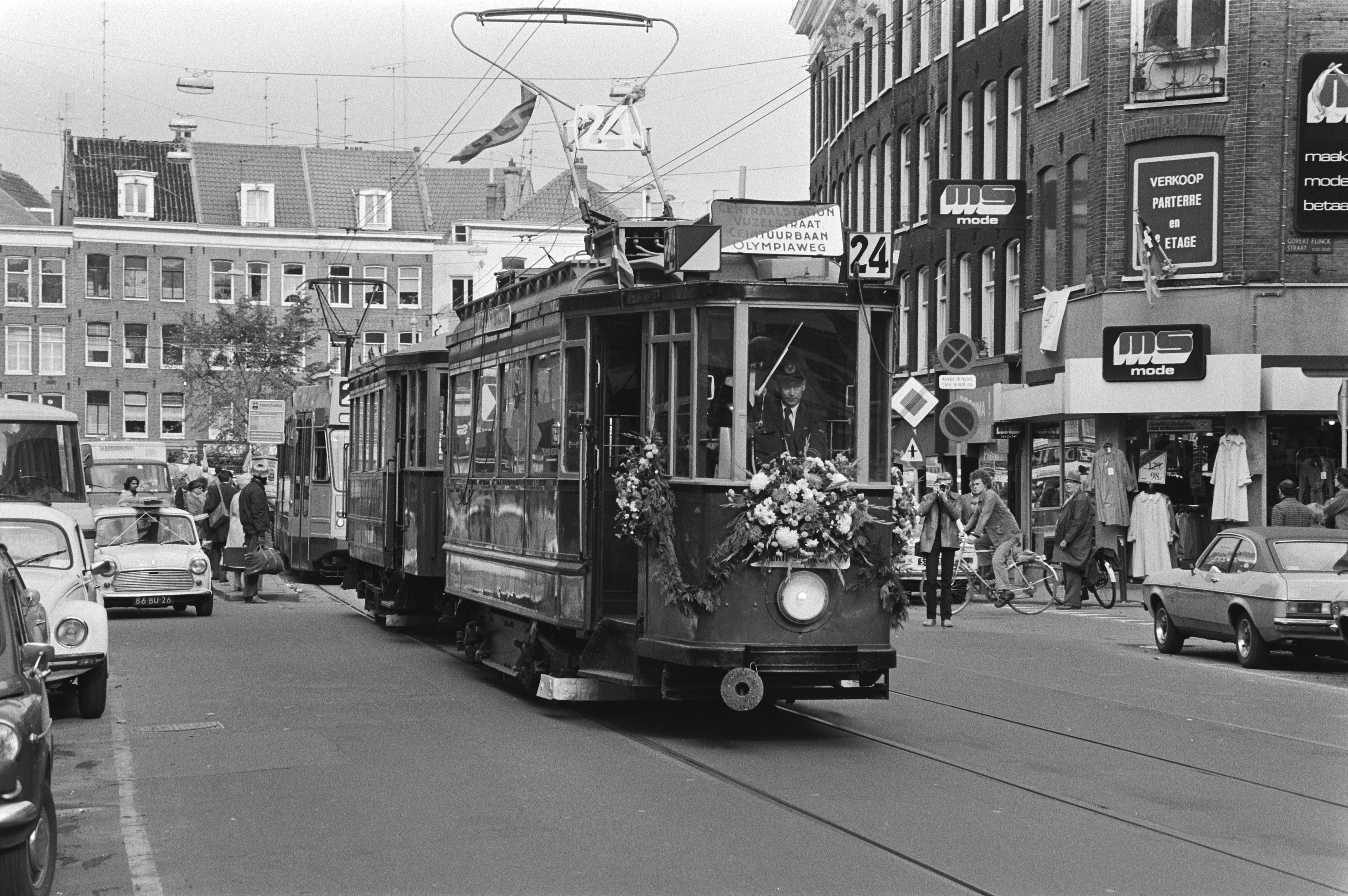
Museumtramstel 464+721 in de Ferdinand Bolstraat. Deze tram maakte ritten op lijn 24 t.g.v. het 50-jarige bestaan op 17 oktober 1979.

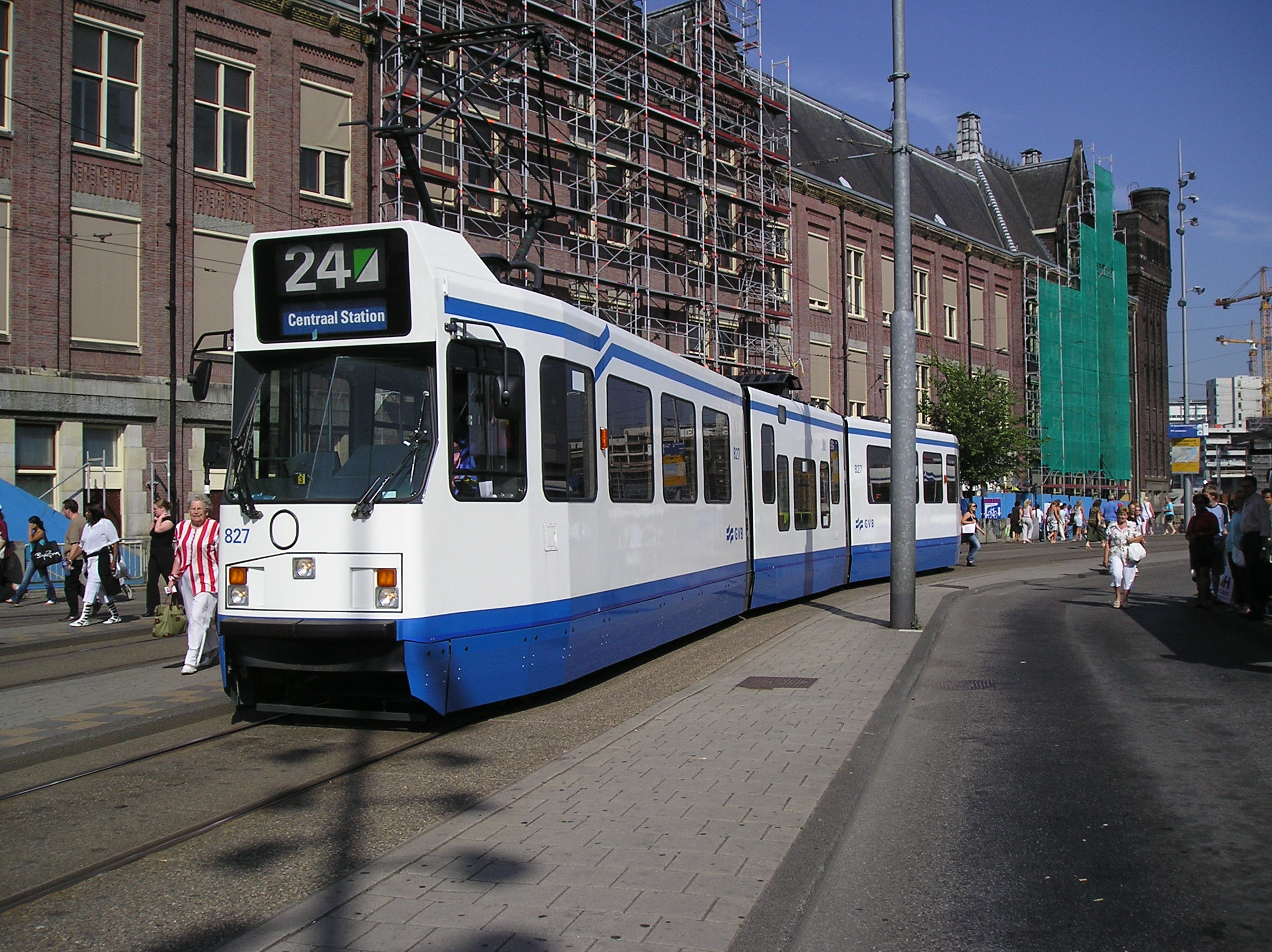
Tramlijn 24 bij het Centraal Station.

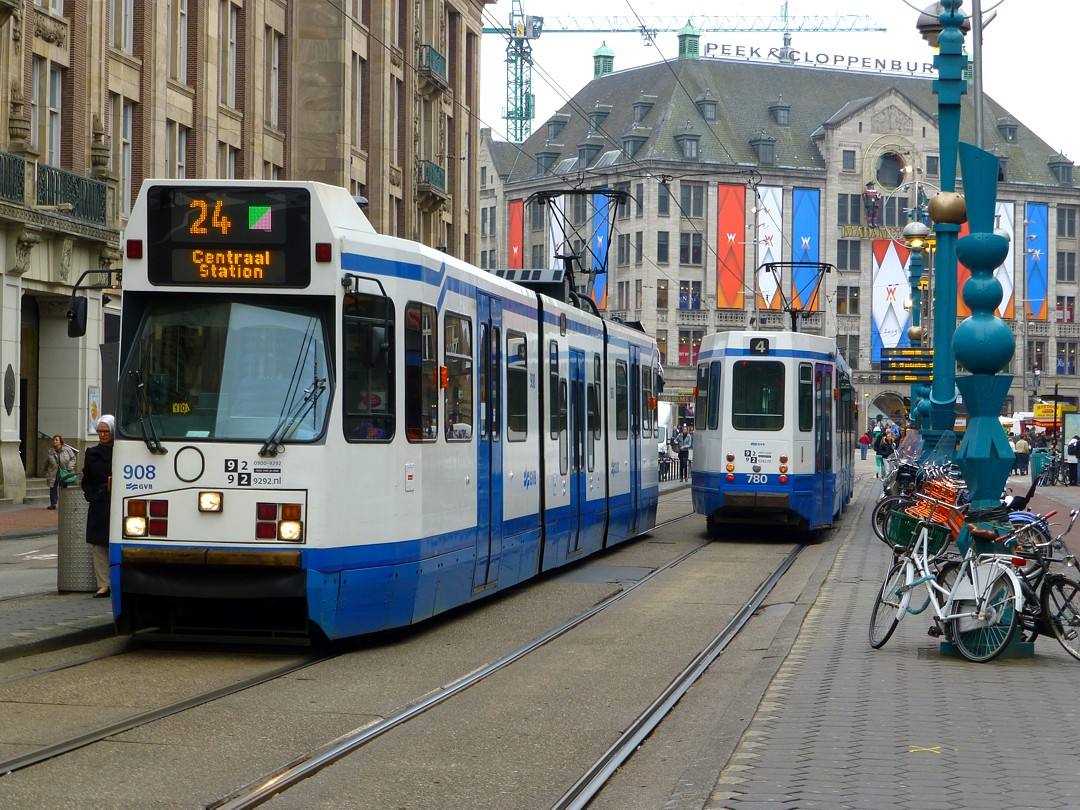
Tramlijn 24 op de halte bij de Bijenkorf op het Damrak.

De Amsterdamse tramlijn 24 werd ingesteld op 17 oktober 1929 en ging de route berijden vanaf het Centraal Station via Damrak – Dam – Rokin – Vijzelstraat – Ferdinand Bolstraat – Ceintuurbaan – Roelof Hartstraat – Joh. M. Coenenstraat – Beethovenstraat – Stadionweg waar een lus door de Turnerstraat en Olympiaweg werd gereden naar een standplaats bij het Stadionplein. Uitrukkende trams uit remise Havenstraathadden echter hun standplaats op de Stadionweg op de reservehalte en reden dus niet door de lus. Voorts was er op het Stadionplein tot 1975 nog een aparte stadionlus aanwezig voor het opstellen van extra trams tijdens wedstrijden.
In de beginjaren was de Stadionweg nog onbebouwd en kon worden volstaan met losse motorwagens. Vanaf de jaren dertig groeide de lijn echter samen met lijn 25 uit tot een drukke lijn.
In 1965 was er een plan voor een verlenging via de Parnassusweg en Buitenveldertselaan naar Buitenveldert, maar door de opkomende metroplannen vond dit plan geen doorgang. Men had al 17 nieuwe dubbelgelede trams (653-669) voor de verlenging besteld. Deze werden in 1964 in gebruik genomen en toen gebruikt ter vervanging van oude tweeassers.
Deze route bleef 73 jaar ongewijzigd in gebruik. Daarmee is lijn 24 de tramlijn waarvan de route het langst onveranderd bleef, tot op 6 mei 2003. Toen ging de lijn omrijden vanaf de Ferdinand Bolstraat via Albert Cuypstraat – Ruysdaelstraat – Gabriël Metsustraat – Van Baerlestraat – Joh. M. Coenenstraat en verder, wegens de start van de werkzaamheden aan de Noord/Zuidlijn metro in de Ferdinand Bolstraat. De omlegging "zou anderhalf jaar duren" maar duurde uiteindelijk dertien jaar. De oude route werd pas in 2017 hersteld, toen de sporen in dit deel van de Ferdinand Bolstraat weer in gebruik kwamen. Van 2003 tot 2016 had lijn 24 in Amsterdam-Zuid een kronkelroute.
Per 10 december 2006 verliet lijn 24 na ruim 77 jaar de lus via de Olympiaweg en werd doorgetrokken via de in 2003 al door lijn 16 in gebruik genomen verlenging via de Amstelveenseweg en de De Boelelaan naar het VU medisch centrum aan de Gustav Mahlerlaan. Hierdoor hadden de lijnen 16 en 24 nu dezelfde eindpunten, maar tussen Museumplein en Stadionplein verschillende routes.
Op de locatie van de keerlus van de tramlijnen 16 en 24 verrees vanaf 2012 als onderdeel van de Zuidas een nieuw gebouw. Daarom werd deze keerlus per 31 oktober 2011 vervangen door een lus direct ten noordwesten van de kruising van de Buitenveldertselaan / De Boelelaan, recht voor de hoofdingang van de Vrije Universiteit. Hoewel tramlijn 5 en metro/sneltramlijn 51 (later tramlijn 25) op de Parnassusweg vlak langs dit eindpunt rijden, is er geen spoorverbinding.

### Programma van Eisen
In het Programma van Eisen dat de Stadsregio Amsterdam heeft opgesteld en dat het GVB heeft geaccepteerd om in aanmerking te komen voor de op 26 augustus 2010 gegunde onderhandse aanbesteding per 1 januari 2012, werd ten aanzien van lijn 24 de volgende wijziging aangekondigd:
De route van de lijnen 24 en 25 door de Ferdinand Bolstraat zou worden hersteld zodra het traject tussen Albert Cuypstraat en Ceintuurbaan weer beschikbaar is. Inmiddels is tramlijn 25 in december 2013 opgeheven. In een eerder stadium had het stadsdeel Zuid laten weten de wijziging als definitief te beschouwen, maar de Stadsregio heeft geoordeeld dat deze geleid heeft tot "een aanzienlijke verslechtering van het OV in Amsterdam-Zuid".

### Tijdelijke opheffing
Van 11 mei 2016 tot 18 april 2017 was lijn 24 tijdelijk opgeheven. Reden voor de opheffing was dat de verbindingsbogen bij het Concertgebouw tussen de Van Baerlestraat en de Gabriël Metsustraat, die in 2000 als tijdelijke omleggingsbogen voor lijn 24 werden aangelegd, versleten waren. Hiermee verloor de Stadionweg 11 maanden zijn tramverbinding. De sporen werden alleen nog gebruikt voor remiseritten van lijn 5. Volgens de plannen kwam de oorspronkelijke route (tot 2003) via de Ferdinand Bolstraat tussen Ceintuurbaan en Albert Cuypstraat na afloop van de werkzaamheden op 18 april 2017 weer beschikbaar en keerde de lijn terug waarna toen lijn 16 tijdelijk werd opgeheven in verband met andere werkzaamheden. Door de komst van metrolijn 52 per 22 juli 2018 werd naast de opheffing van lijn 16 ook de frequentie op lijn 24 teruggebracht naar 6 maal per uur, behalve op zaterdagmiddag.

### Weg uit de Vijzelstraat, Rokin en Damrak
Tussen 6 januari 2020 en 7 juni 2021 kon lijn 24 tijdelijk niet door de Vijzelstraat rijden, wegens werkzaamheden (renovatie en vernieuwing) van de drie bruggen over de Herengracht, Keizersgracht en Prinsengracht. Gedurende deze periode reed lijn 24 vanaf het Weteringplantsoen via de Weteringschans naar het Frederiksplein (eindpunt).
Op 8 december 2023 verdween de lijn opnieuw uit de Vijzelstraat, Rokin en Damrak en rijdt weer naar het Frederiksplein, waarmee de route langs Vijzelstraat en Vijzelgracht na 119 jaar zijn laatste elektrische tramlijn verloor. De rails blijven beschikbaar voor omleidingen.

### Verplaatsing eindpunt Zuid
Als het project Zuidasdok alsnog volgens de oorspronkelijke planning zou worden uitgevoerd wordt het zuidelijke eindpunt van lijn 24 omstreeks 2031 verplaatst naar het nieuwe tramstation van Station Zuid.

## Lijn 24R
Vanaf 6 december 1932 kwamen in de avondspits versterkingritten uitgevoerd door bussen tussen het Rembrandplein en Zuid, die echter volkomen in het verkeer vastliepen. Daarom werden deze ritten vanaf 20 december 1932 tot 9 oktober 1944 ook in de ochtendspits gereden als korttrajectdienst met losse motorwagens als lijn 24R (Rembrandtplein), komend vanuit Zuid eindigde op het Rembrandtplein (via de lus Reguliersbreestraat / Reguliersdwarsstraat).

## Fotogalerij

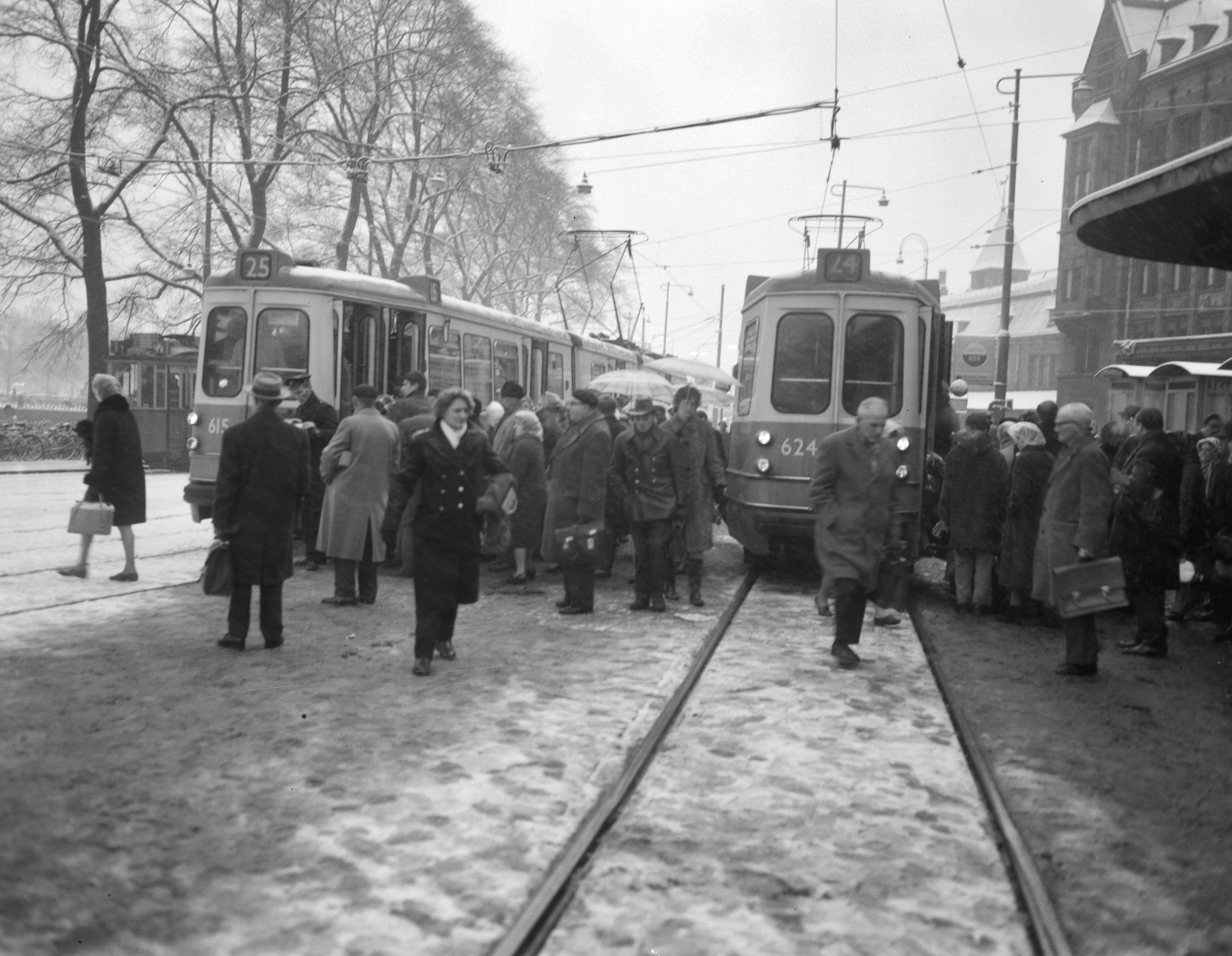
Stationsplein 1964
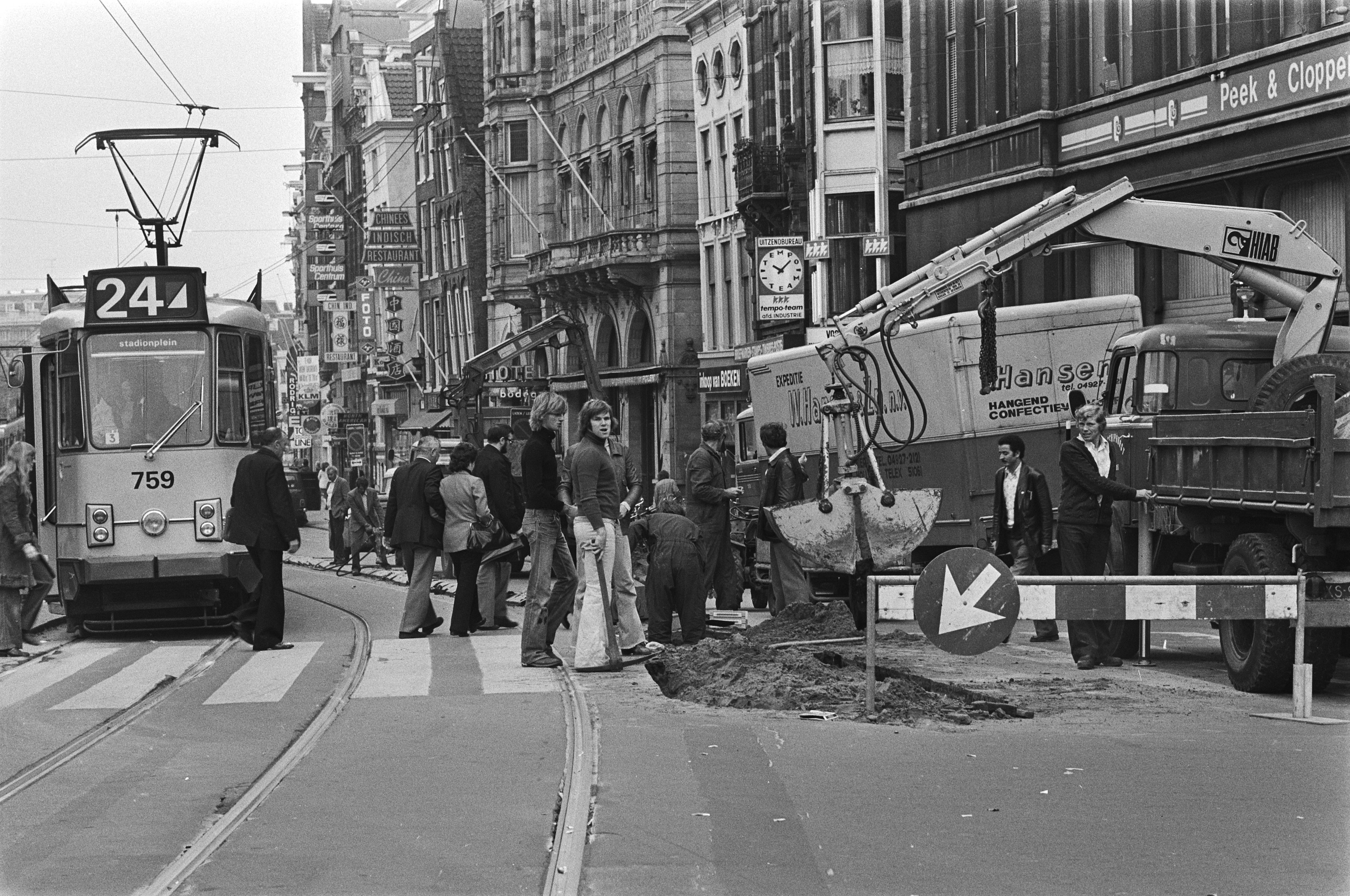
Rokin 1976
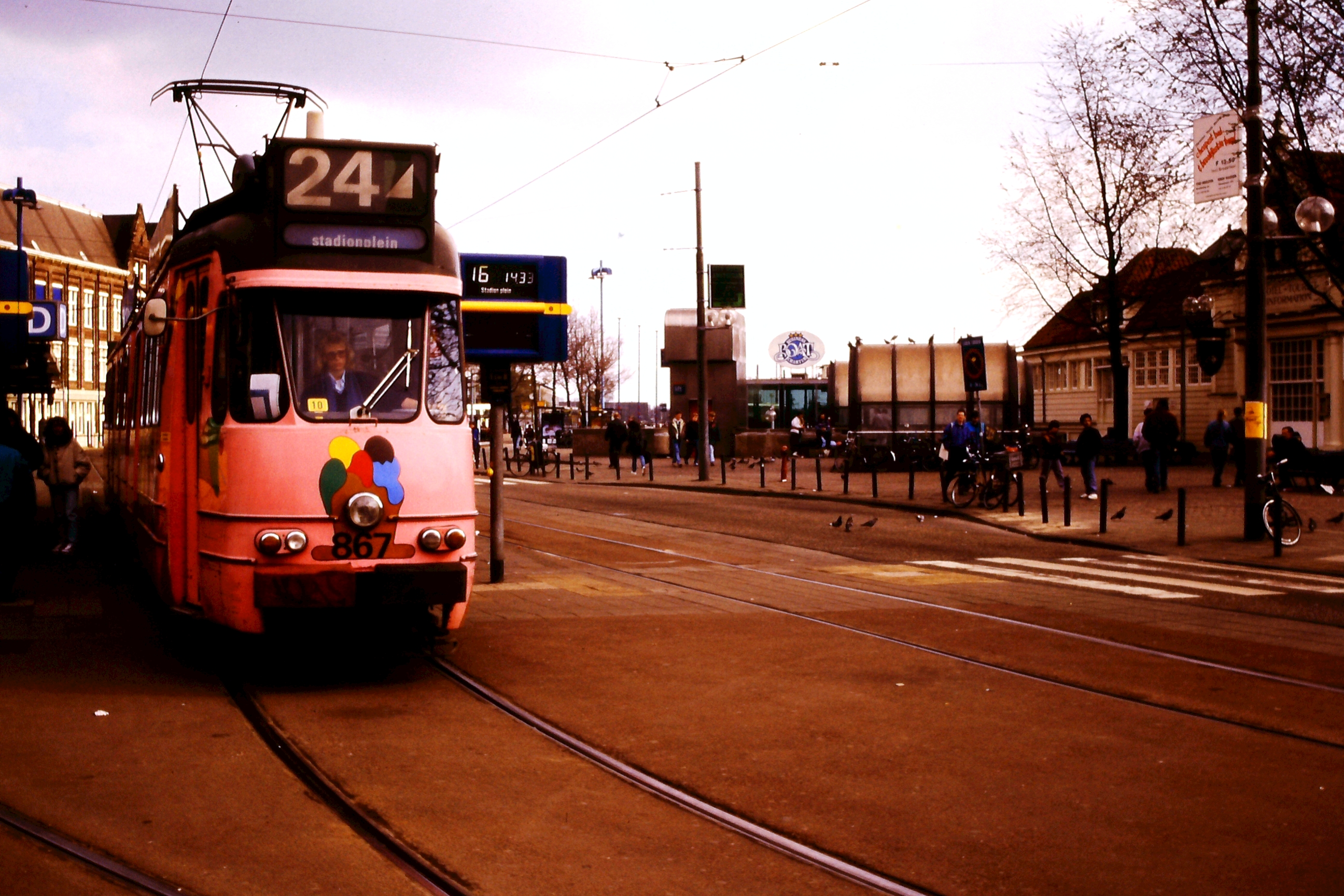
IJsjestram 867 op Stationsplein